# Casa-fàbrica Tirigall-Ballver
La casa-fàbrica Tirigall-Ballver és un conjunt d'edificis situat als carrers de Sant Pere Més Alt, 41 i de Trafalgar, 34, dels quals el darrer està catalogat com a bé amb elements d'interès (categoria C). Actualment acull el Museu Banksy.

## Història
El 1798, el fabricant d'indianes Josep Tirigall i Sagués (†1841) va demanar permís per a convertir-hi una finestra en un portal. Segons l'Almanak mercantil, la fàbrica corria sota la raó social Tirigall, Llevat i Cia. El 1830, Tirigall va demanar novament permís per a reedificar la casa-fàbrica, segons el projecte del mestre d'obres Jeroni Granell i Barrera. La Guía de Forasteros en Barcelona del 1842 hi registra la casa de comerç de Josep Tirigall i Fill i la fàbrica d'estampats de Josep Tirigall.

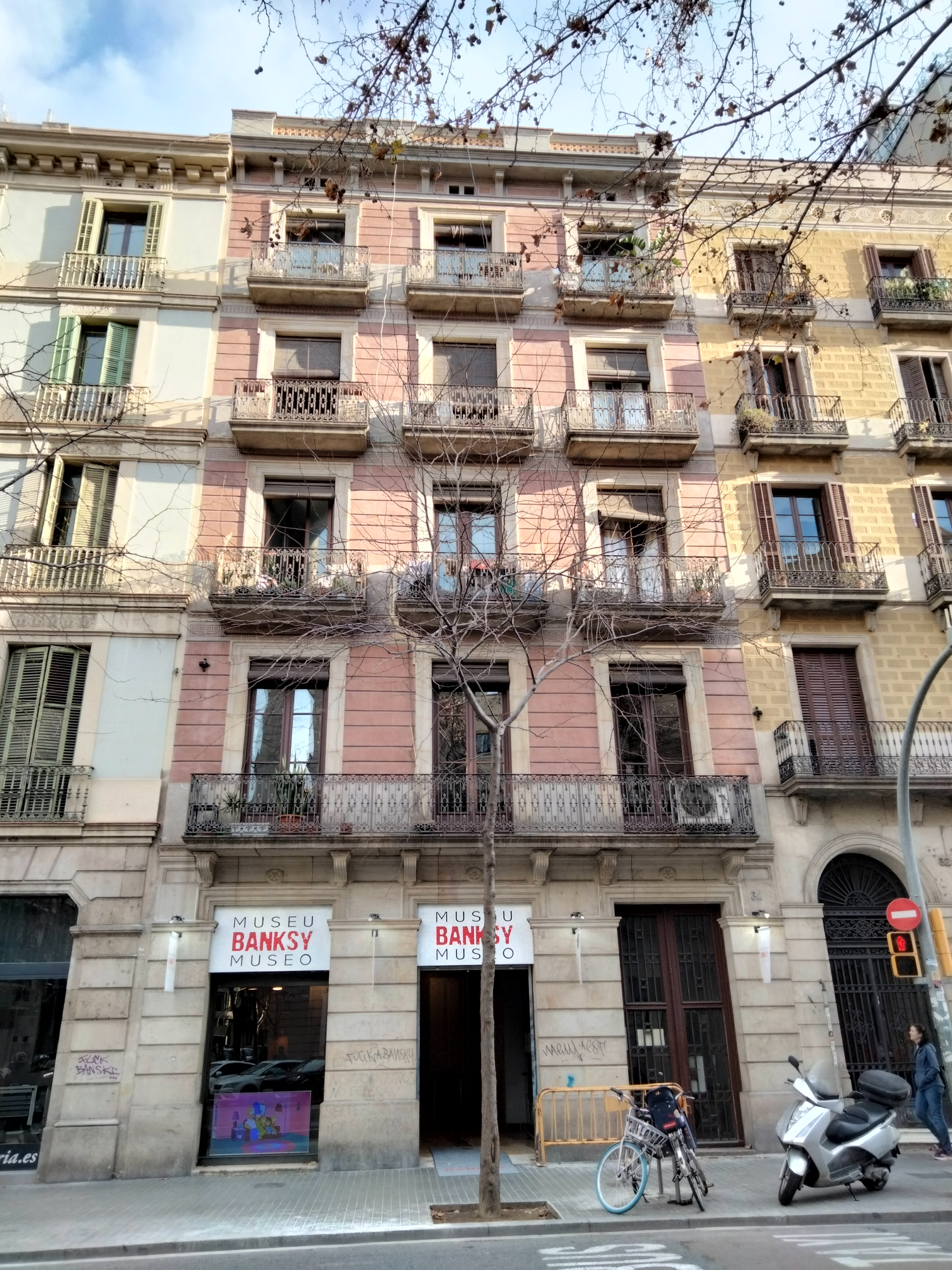
Façana del carrer de Trafalgar

El 1860, ja morts Josep Tirigall i el seu fill Damià, la finca fou embargada a la vídua d'aquest darrer, Josepa Batlle, i als seus fills per impagament d'un préstec hipotecari i posada en subhasta l'any següent. Pel que sembla, la venda no es va arribar a realitzar, i la propietat fou tornada a subhastar el 1867. Aleshores, va passar a mans de Lluís Ballver (o Ballber) i Cortès, que el 1874 va encarregar al mestre d'obres Jaume Brossa i Mascaró el projecte d'un nou edifici al carrer de Trafalgar. El 1920 va demanar la conversió al sistema d'aforament de la ploma d'aigua de la mina de Montcada que abastia la finca, i el 1921 va redimir el cànon anual de 60 pessetes per la quantitat de 1.333,33.

### Fàbrica d'estampats de Joan Romà i Cia
El 1850, Josep Casamitjana i Boyer i Joan Casamitjana i Constansó van establir una fàbrica d'estampats moguda per vapor a Sant Martí de Provençals. El 1854 es constituí la societat Joan Romà i Cia amb un capital de 130.000 duros, que va adquirir la fàbrica dels Casamitjana per 31.786,69. El despatx s'establí al carrer de Sant Pere Més Alt, 41, i el 1855, la fàbrica comptava amb 6 taules de pintar, i el 1861, amb 12 taules, 2 cilindres, 4 perrotines, un capital de 250.000 rals i 26 treballadors. El 1860 es va presentar a l'Exposició Industrial de Barcelona, i finalment, la societat es va liquidar cap al 1869: «El mozo que estaba en el despacho de los Sres. Juan Romá y C.ª, desearía hallar ocupacion. En la calle Alta de San Pedro, n. 39, en casa de D. Agustín Vilaró, darán razon.»

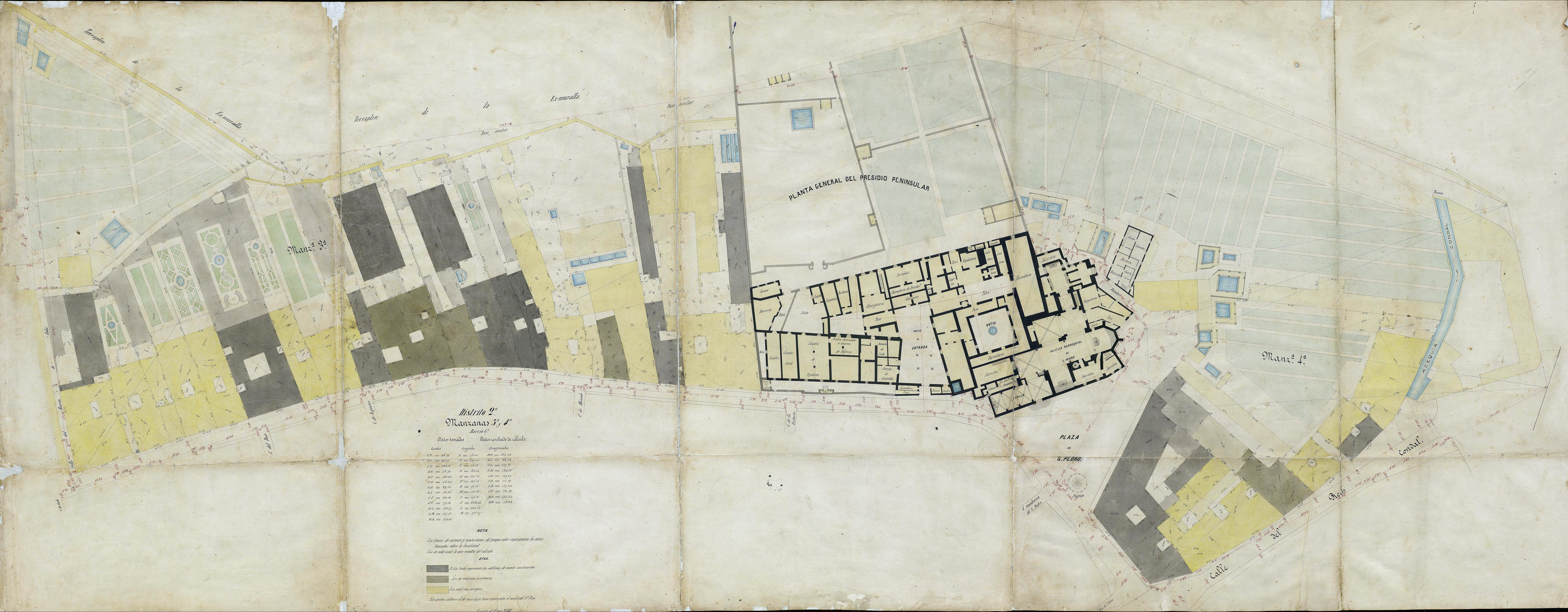
Quarteró núm. 40 de Garriga i Roca (c. 1860)